# Paul Thiersch

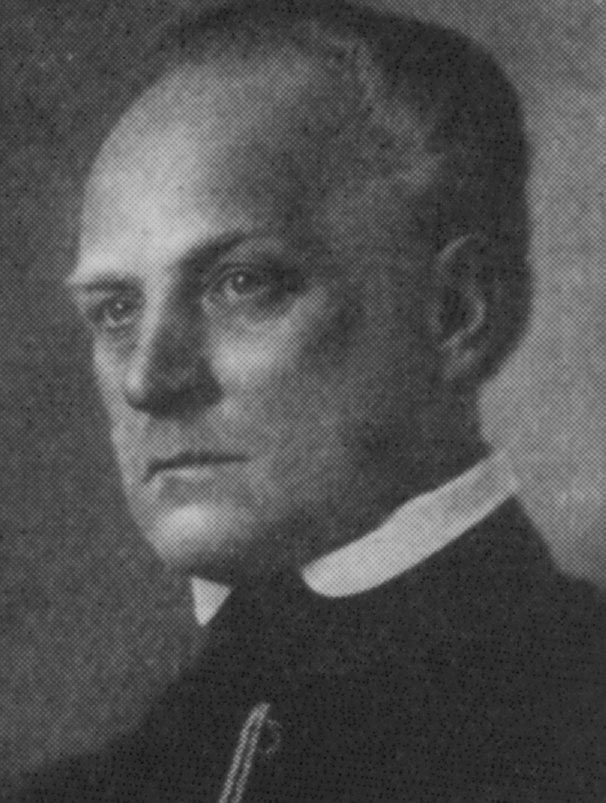
Paul Thiersch

Paul Thiersch (* 2. Mai 1879 in München; † 15. November 1928 in Hannover) war ein deutscher Architekt. Von 1915 bis 1928 war er Leiter der Kunstgewerbeschule Halle an der Burg Giebichenstein, aus der später die Burg Giebichenstein Kunsthochschule Halle hervorging.

## Leben

### Familie
Paul Thiersch entstammte der Familie Thiersch, aus der zahlreiche Architekten, Wissenschaftler und Künstler hervorgingen. Sein Großvater war der bedeutende Philologe und Theologe Heinrich Wilhelm Josias Thiersch, sein Vater der Architekt und Hochschullehrer August Thiersch und sein älterer Bruder der klassische Archäologe Hermann Thiersch.

### Beruflicher Werdegang

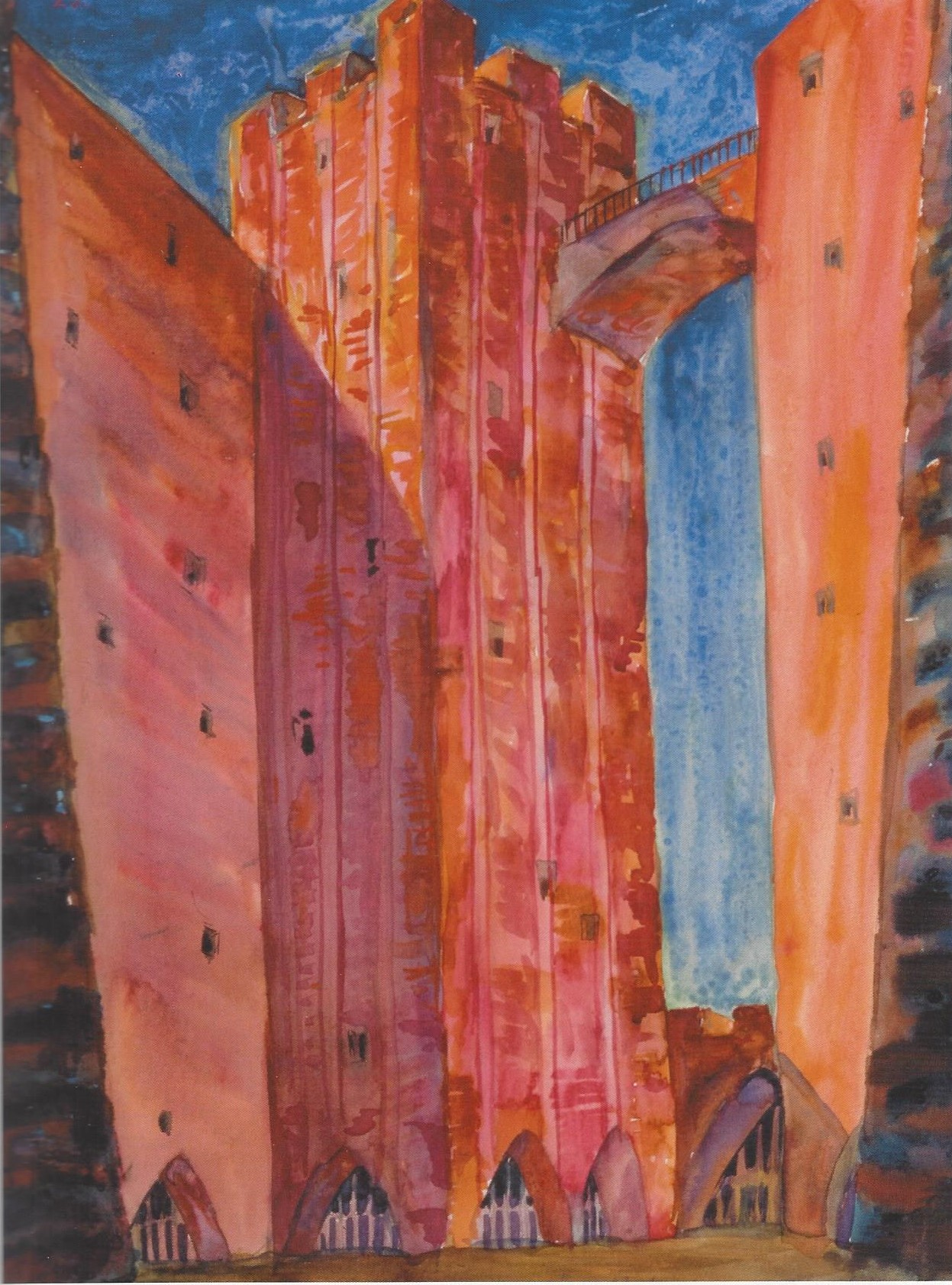
Thierschs Bühnenbildentwurf für Fidelio, 1. Akt (Aquarell 1920)

Nach dem Realschulabschluss und einer kurzen Maurertätigkeit absolvierte er 1897/98 das Technikum in Winterthur und 1900/01 die künstlerische Ausbildung an der Gewerbeschule in Basel. Von 1901 bis 1904 studierte er an der Technischen Hochschule in München unter anderem bei Martin Dülfer und Theodor Fischer. Nach Beendigung seines Studiums übernahm Thiersch eine Stelle am Münchner Stadtbauamt. 1906 wurde er Büroleiter bei dem Düsseldorfer Architekten und Maler Peter Behrens, 1907 wechselte er nach Berlin, um in derselben Funktion bei Bruno Paul zu arbeiten. Von 1908 bis 1915 unterrichtete er an der Unterrichtsanstalt des Kunstgewerbemuseums Berlin als Assistenzlehrer im Fach Architekturzeichnen. 1909 eröffnete er sein eigenes Architekturbüro in Berlin. Über seinen Schwager Kurt Hildebrandt kam er in Berlin in Kontakt mit einem intellektuellen Kreis, der sich in Lichterfelde sammelte. Der Zirkel, dessen zentrale Figuren vor allem Friedrich Wolters und Berthold Vallentin waren, wendete sich nach anfänglichem Anschluss an den Historiker Kurt Breysig zunehmend dem Dichter Stefan George zu, der die Runde besucht hatte.
Thiersch bewarb sich 1915 um die Leitung der Halleschen Handwerkerschule und wurde auf Empfehlung Bruno Pauls aus einem Kreis von 76 Bewerbern zum Direktor berufen. Er reformierte die Schule im Sinne des Deutschen Werkbundes zu einer modernen Bildungsstätte, die ab 1918 den Namen Handwerker- und Kunstgewerbeschule Halle und ab 1922 (nach Umzug in die Räume der Unterburg) die Bezeichnung Werkstätten der Stadt Halle, Staatlich-städtische Kunstgewerbeschule Burg Giebichenstein führte. Als Lehrkräfte verpflichtete er unter anderen Maria Likarz für das Fach kunstgewerbliches Entwerfen und Emaillieren, den Bildhauer Gustav Weidanz für das Fach Plastik, den Buchbinder Otto Pfaff für Handeinband, den Maler Erwin Hahs für Malerei und Grafik sowie ab 1920 seine ehemalige Schülerin Johanna Wolff für die Leitung der neu eingerichteten Textilklasse und der Handweberei. Thiersch selbst übernahm die Leitung der Fachklasse für Architektur und Raumgestaltung.
Paul Thiersch setzte die Schwerpunkte der gestalterischen Ausbildung auf die Idee des Gesamtkunstwerkes und stimmte darin mit grundsätzlichen Ideen des Werkbundes und des Bauhauses überein. Philosophisch war er stark von den Ideen des George-Kreises beeinflusst, dessen aktives Mitglied er war. Indem er die freien Klassen für Malerei, Grafik, Plastik und Architektur etablierte, schuf Thiersch ein weit über die Kunstgewerbeschule reichendes Ausbildungspotenzial. Sein Programm wird noch heute durch die Fachbereiche der Hochschule für Kunst und Design Burg Giebichenstein repräsentiert.

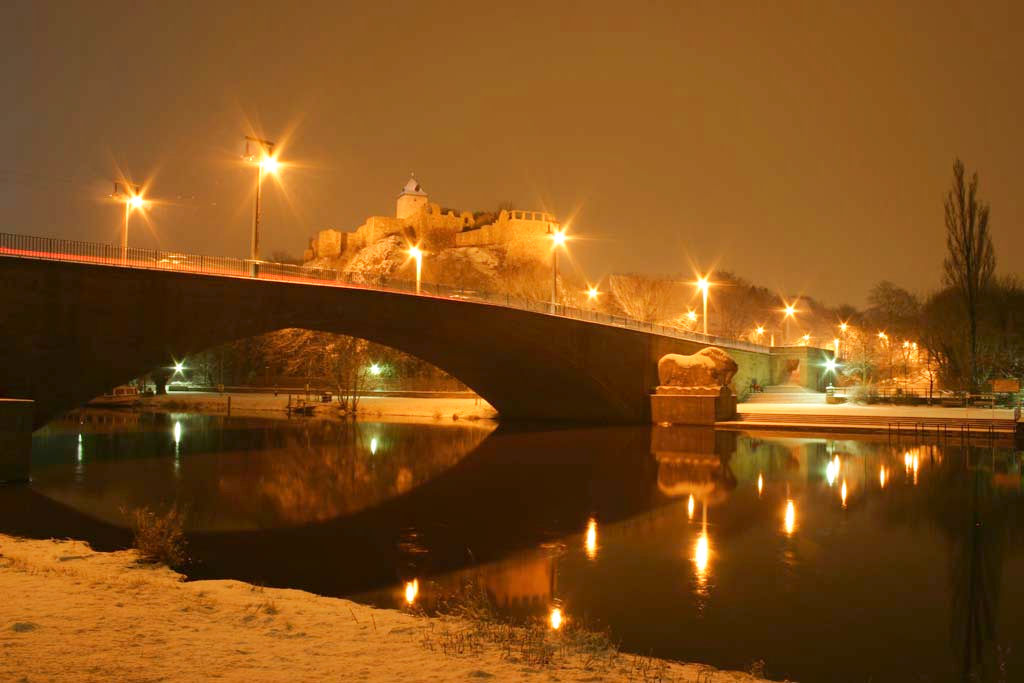
Kröllwitzer Brücke

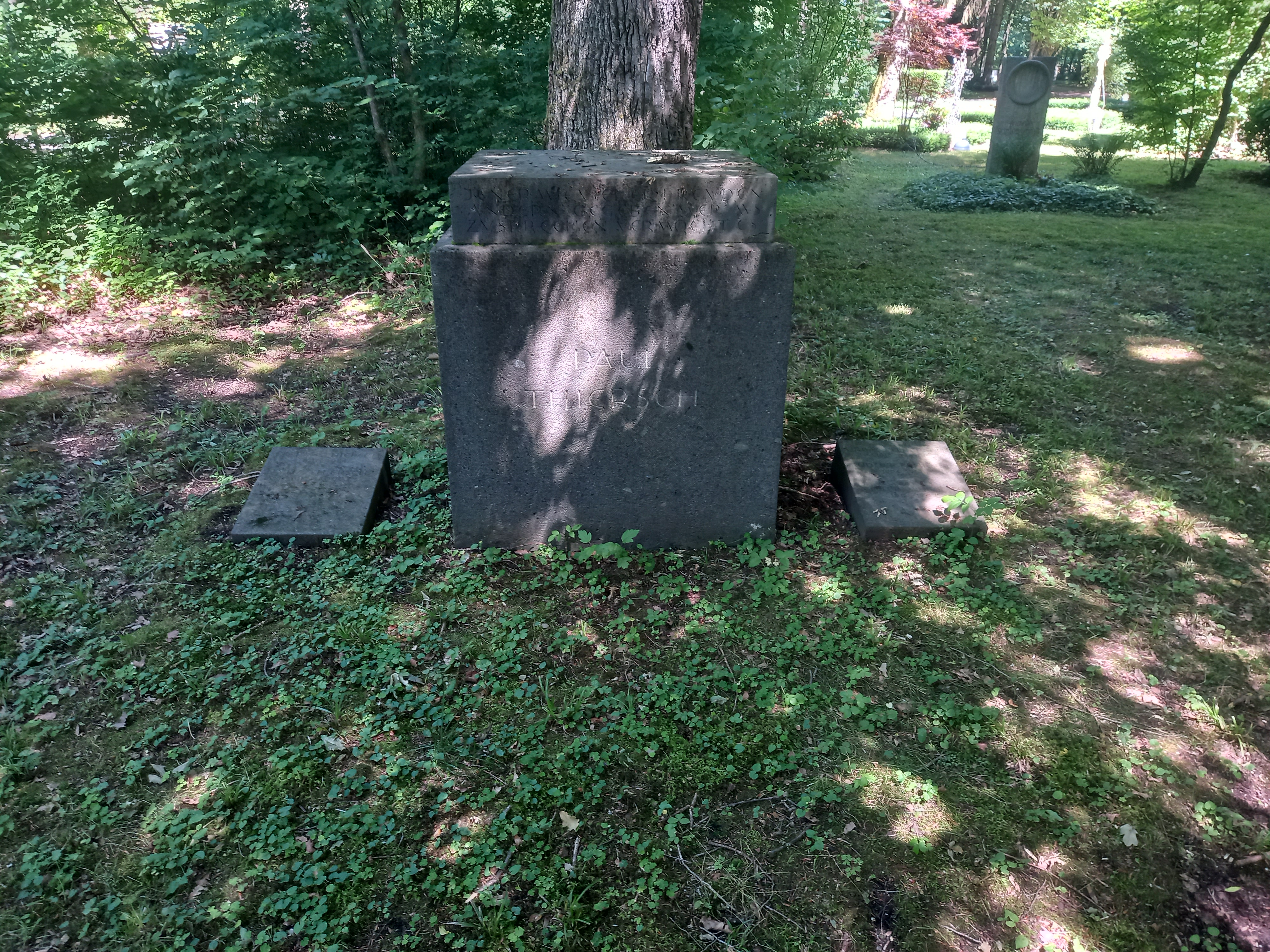
Das Grab von Paul Thiersch und seiner Ehefrau Franziska geborene Hildebrandt im Familiengrab auf dem Waldfriedhof Solln in München

Die Kunstgewerbeschule Burg Giebichenstein in Halle, kurz die Burg genannt, gehörte schon bald zu den führenden Kunstschulen in Deutschland. Auf Messen im In- und Ausland war sie mit Werkschauen und Exponaten sehr erfolgreich. Thiersch war auch selbst bemüht, als Architekt bei der Stadtgestaltung und Aufträgen für die Burg mitzuwirken. So war er unter anderem 1926 an der Gestaltung des Neubaus der Kröllwitzer Brücke über die Saale zusammen mit Gerhard Marcks beteiligt, die heute zu den Wahrzeichen der Stadt zählt. Im selben Jahr entwarf er das Bauprogramm für den neuen Flughafen Halle/Leipzig, von dem allerdings nur die Flugzeughalle realisiert wurde. Größere Erfolge erlangte Thiersch mit Projekten seines Meisterateliers für Bühnenausstattungen, von denen er über 40 für Theater in Halle, Leipzig und Göttingen schuf. Von 1921 bis 1926 war Thiersch außerdem Leiter des Museums in der Moritzburg in Halle, eines Kunstmuseums von überregionaler Ausstrahlung. Unter seiner Leitung konnten Werke von Emil Nolde, Franz Marc und Oskar Kokoschka erworben werden.
In der Hoffnung, endlich bauen zu dürfen, folgte er 1928 einer Berufung an die Technische Hochschule Hannover, Lehrstuhl für Raumkunst und Architektur. Zu seinem Nachfolger in Halle wurde der Bildhauer Gerhard Marcks berufen, den Thiersch 1925 vom Bauhaus in Dessau an die Burg geholt hatte. Schon wenige Wochen später starb Paul Thiersch erst 49-jährig in Hannover. Er wurde auf dem Münchener Waldfriedhof Solln bestattet, sein Grab ist erhalten. Ihm zu Ehren wurde in Halle eine Straße, die Paul-Thiersch-Straße im Stadtteil Südliche Neustadt, benannt.

### Ehe und Nachkommen
Thiersch war mit der Malerin Fanny Hildebrandt verheiratet. Sie hatten eine Tochter, Gemma Wolters-Thiersch (1907–1994), sowie zwei Söhne namens Stefan und Urban. Alle drei Kinder standen dem George-Kreis sehr nahe. Gemma wurde Goldschmiedin und war die Ehefrau von Friedrich Wolters von 1926 bis zu seinem Tod im Jahr 1930. Nach dem Zweiten Weltkrieg verband sie sich mit Alexander Schenk Graf von Stauffenberg und später mit Rudolf Fahrner. Gemeinsam trugen die drei Geschwister das Gedankengut Stefan Georges in Projekten auf Juist (Weberhof) und in Überlingen am Bodensee (Haus am See) weiter. Stefan Thiersch (* 1911; † 1984) war Architekt und zeichnete für die baulichen Maßnahmen verantwortlich. Urban Thiersch (* 1916; † 1984) war Bildhauer. Während des Zweiten Weltkrieges war er zudem zeitweise persönlicher Adjutant von Claus Schenk Graf von Stauffenberg und tief in die Geschehnisse um das Attentat vom 20. Juli 1944 involviert.